# Myers Brothers 250 1969
Myers Brothers 250 1969 var ett stockcarlopp ingående i Nascar Grand National Series (nuvarande Nascar Cup Series) som kördes 22 augusti 1969 på den 0,250 mile (402,3 meter) långa ovalbanan Bowman Gray Stadium i Winston-Salem i North Carolina. Totalt avverkades 62,5 miles (100,584 km) fördelat på 250 varv. Banunderlaget var asfalt. Loppet vanns av Richard Petty i en Ford på tiden 1:19.01 körande för Petty Enterprises. Pettys snitthastighet var 47,458 mph. Det var Pettys 100:e vinst av totalt 200 i karriären. Prispotten uppgick till 6 975 dollar, varav 1 000 dollar gick till segraren.
Loppet är uppkallat efter Bobby Myers som omkom i en krasch på Darlington Raceway 2 september 1957 och hans äldre bror Billy Myers som dog i en hjärtinfarkt under ett lopp på Bowman Gray Stadium 12 april 1958.

## Resultat
| Plc     | Nr | Förare           | Team/ bilägare           | Konstruktör | Start | Varv | Ledda varv |
| ------- | -- | ---------------- | ------------------------ | ----------- | ----- | ---- | ---------- |
| 1       | 43 | Richard Petty    | Petty Enterprises        | Ford        | 1     | 250  | 9          |
| 2       | 71 | Bobby Isaac      | K&K Insurance Racing     | Dodge       | 2     | 250  | 241        |
| 3       | 17 | David Pearson    | Holman Moody             | Ford        | 3     | 250  | 0          |
| 4       | 64 | Elmo Langley     | Langley-Woodfield Racing | Ford        | 6     | 248  | 0          |
| 5       | 48 | James Hylton     | Hylton Engineering       | Dodge       | 4     | 246  | 0          |
| 6       | 4  | John Sears       | DeWitt Racing            | Ford        | 5     | 245  | 0          |
| 7       | 06 | Neil Castles     | Neil Castles             | Dodge       | 7     | 244  | 0          |
| 8       | 70 | J.D. McDuffie    | McDuffie Racing          | Buick       | 19    | 237  | 0          |
| 9       | 34 | Wendell Scott    | Scott Racing             | Ford        | 11    | 236  | 0          |
| 10      | 08 | E.J. Trivette    | E.C. Reid                | Chevrolet   | 10    | 231  | 0          |
| 11      | 25 | Jabe Thomas      | Robertson Racing         | Plymouth    | 21    | 227  | 0          |
| 12      | 04 | Ken Meisenhelder | Ken Meisenhelder         | Oldsmobile  | 20    | 221  | 0          |
| 13      | 76 | Ben Arnold       | Don Culpepper            | Ford        | 17    | 217  | 0          |
| 14      | 10 | Bill Champion    | Champion Racing          | Ford        | 9     | 153  | 0          |
| 15      | 19 | Henley Gray      | Harry Melton             | Ford        | 22    | 93   | 0          |
| 16      | 12 | Pete Hazelwood   | Pete Hazelwood           | Ford        | 18    | 91   | 0          |
| 17      | 8  | Ed Negre         | GC Spencer Racing        | Plymouth    | 14    | 82   | 0          |
| 18      | 45 | Bill Seifert     | Seifert Racing           | Ford        | 13    | 29   | 0          |
| 19      | 23 | James Cox        | Robertson Racing         | Ford        | 23    | 26   | 0          |
| 20      | 33 | Wayne Smith      | Archie Smith             | Chevrolet   | 24    | 25   | 0          |
| 21      | 47 | Cecil Gordon     | Seifert Racing           | Ford        | 12    | 24   | 0          |
| 22      | 26 | Earl Brooks      | Brooks Racing            | Ford        | 16    | 16   | 0          |
| 23      | 09 | Wayne Gillette   | E.C. Reid                | Chevrolet   | 15    | 4    | 0          |
| 24      | 61 | Hoss Ellington   | Ellington Racing         | Ford        | 8     | 2    | 0          |
| Källor: |    |                  |                          |             |       |      |            |